# Alfred Micha
Alfred Henri Joseph Micha (Luik, 6 december 1845 - 29 november 1925) was een Belgisch volksvertegenwoordiger.

## Levensloop
Micha promoveerde tot doctor in de rechten en vestigde zich als advocaat in Luik.
Hij werd gemeenteraadslid en schepen van Luik. Hij werd ook provincieraadslid voor Luik.
Op 26 maart 1899 werd hij liberaal volksvertegenwoordiger voor het arrondissement Luik, in opvolging van de overleden Paul Heuse. Hij vervulde dit mandaat tot aan de wetgevende verkiezingen van mei 1900.

## Publicaties
- De la révision du Code d'instruction criminelle, in: La Belgique judiciaire, 1870.
- Le crédit et les banques, 1873.
- Code belge des architectes, entrepreneurs et propriétaires ou législation et jurisprudence civiles et administratives sur les constructions et les objets qui s'y rattachent, Brussel, 1879.
- De la responsabilité des notaires, Brussel, 1883.
- Historique du crédit agricile en Europe,
- Les graveurs liégeois, Luik, 1908.
- Les maîtres tombiers, sculpteurs et statutaires liégeois, Luik, 1909.
- Les peintres délèbres de l'ancien pays de Liège
- Les bords de la Meuse, Luik, 1919.
- Mélanges d'histoire et de littérature, Luik, 1922.